# Гризодубов Степан Васильович
Степа́н Васи́льович Гризоду́бов (*13 липня 1884 — †11 грудня 1965) — авіаконструктор, винахідник, льотчик, один із організаторів планеризму в СРСР. За національністю — українець. Спадковий дворянин, що в радянські часи приховував. Батько відомої льотчиці Валентини Гризодубової.

## Біографія
Перший з Гризодубових, Полікарп, переїхав на Харківщину з Курської єпархії в кінці XVIII століття, його предки були священиками. Кілька поколінь Гризодубових — по чоловічій лінії — і далі ставали священиками. Праонук Полікарпа 40 років прослужив в Сумах, охороняв правопорядок і неодноразово відзначався по службі, за що в 1891 році був нагороджений орденом Святого Володимира 4-го ступеню, що давало право спадкового дворянства. Василь Михайлович — батько Степана Гризодубова — також отримав такий орден на казенній службі (він був чиновником канцелярії предводителя дворянства Сумського повіту), чим підтвердив дворянське звання.
Народився Степан Гризодубов 13 липня 1884 року в селі Пархомівка Богодухівського повіту Харківської губернії (тепер — Краснокутського району Харківської області). Підлітком разом із батьками переїхав до Харкова. У 1903 році закінчив Харківське залізничне училище, став майстром-електромеханіком і почав працювати у паровозоремонтних майстернях. У 1905 році за участь у страйку Гризодубова звідти вигнали — і він був змушений влаштувати приватну майстерню у себе вдома — спочатку по провулку Мордвинівському 13, згодом — по вулиці Мироносицькій 58.
У 1907 році обвінчався з Комаренко Надією Андріївною (1885 року народження, з цехових міста Харкова), при чому своє дворянське походження — приховав, оскільки дворянин не міг одружуватися на простій селянці чи цеховій без дозволу царя. Тому записаний в метричній книзі як почесний громадянин Харкова. А ось при народженні дочки Валентини (27 квітня 1909 року) батьки вже вказані як дворяни.
У кінці 1908 року Гризодубов побачив у кіно документальні кадри польоту братів Райт і захотів власноруч сконструювати літальний апарат, для чого купив у кіномеханіків кілька кадрів плівки. У 1910 році збудував аероплан Г-1 («Гризодубов-1»), зовні схожий на літак братів Райт, з чотирициліндровим бензиновим двигуном рідинного охолодження власної конструкції. Випробовував свій двомісний аероплан Гризодубов навесні 1911 року на полі Харківського іподрому — він їздив по полю, але піднятися в повітря не зміг. Згодом сконструював ще два літаки — Г-2 і Г-3, на останньому з яких успішно виконав польоти над полем іподрому у 1912—1914 роках. Четверта, остання модель аероплана — Г-4, коштувала 5 500 рублів і зберігалася у справному стані на ділянці Гризодубова в селищі «Новий Харків» в побудованому ним дерев'яному сараї. Цей шматок землі — 400 квадратних сажнів — він купив у поміщика Кривошеєва на виплат за 2800 рублів 23 грудня 1913 року.
У 1915-1916 роках служив в армії. 25 лютого 1916 року Гризодубова зарахували до школи військових льотчиків при Імператорському Всеросійському аероклубі (ІВАК), а вже 8 червня він отримав диплом пілота-авіатора. У 1919-1924 роках очолював авіаремонтні майстерні Харківського авіапарку, відновлював літаки для Червоної Армії (на базі цих майстерень згодом був створений авіаційний завод). З 1924 року і до початку окупації Харкова (жовтень 1941) працював у Науково-дослідному інституті гігієни праці та профзахворювань, де очолював роботи з проектування, розробки, виготовлення, випробування та встановлення контрольно-диспетчерської апаратури для різних галузей промисловості.
З 1925 року завідував планерною секцією Товариства авіації і повітроплавання України та Криму (ТАПУК). Один із організаторів планеризму в країні, брав участь у проектуванні кількох планерів. У 1939 році спроектував та побудував за допомогою активістів аероклубу планер і випробовував його. З 1928 по 1938 рік сконструював і побудував три типи аеросаней.
Після Другої світової війни припинив активну конструкторську діяльність, багато часу присвячував популяризації досягнень радянської авіації серед школярів і студентів.
Помер Степан Гризодубов 11 грудня 1965, у віці 81 року, у Харкові.

## Вшанування пам'яті

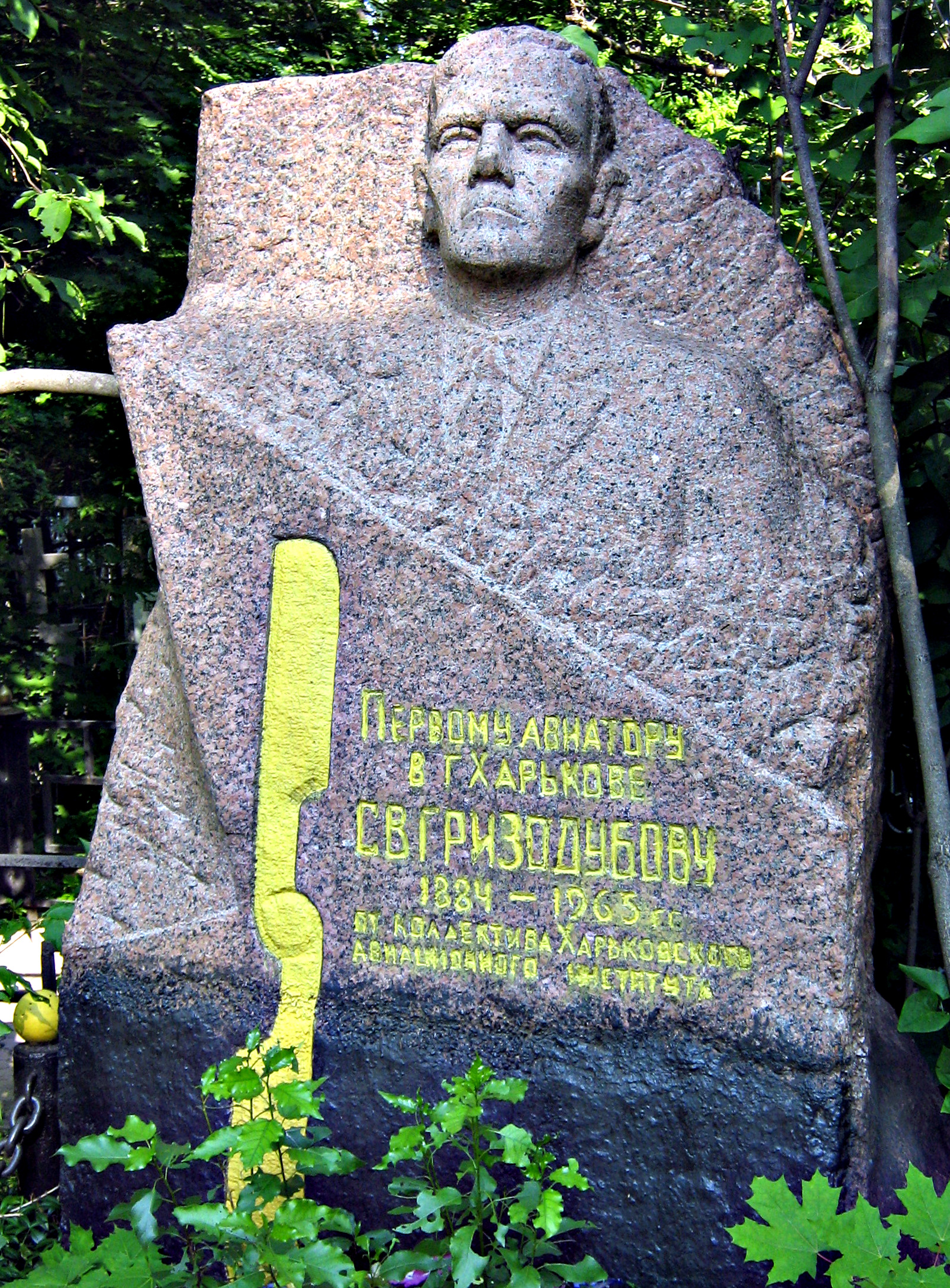
Пам'ятник на могилі Степана Гризодубова на міському цвинтарі № 2 (Харків)

- У вересні 1968 року у Харкові в районі селища Жуковського вулиця Гірна була перейменована на вулицю Гризодубова.
- У 1971 році в квартирі у Харкові — по вулиці Мироносицькій 54-б, де мешкав Гризодубов протягом 1921-1965 років, був відкритий музей. З 1999 року — Меморіальний музей-квартира сім'ї Гризодубових.[3][4][5][6][7]
- 5 листопада 1985 року на будинку по вулиці Мироносицькій 54-б встановлено меморіальну дошку (скульптор — В. Рябцев[8]).

### Додаткова література
- Аероплан Гризодубова (з історії авіації в Харкові) // Вечірній Харків. — 1981. — 25 березня.
- Башук Д., Власко В. Авторитет его неоспорим // Вечірній Харьков. — 1995. — 21 декабря.
- Власко В. Жизнь, посвященная небу // Слобода. — 1996. — 11 февраля.
- Власко В. Первый полет // Слобода. — 1997. — 11 июля.
- Власко В. Там, где жил Гризодубов // Вечірній Харьков. — 1998. — 18 августа.
- Власко В. Человек, труженик, самородок // Слобода. — 1999. — 27 июля.
- Зеленина Е. Степан Гризодубов — мушкетер воздухоплавания // Время. — 2004. — 27 июля.
- Знаковский В. Жизнь, отданная авиации // Слобода. — 1994. — 27 авг. — С. 6.
- Льотчики Гризодубови (про С. В. Гризодубова та його дочку В. С. Гризодубову) // Промінь. — 1991. — 29 жовтня.
- Солодовников Д. Пионер украинской авиации // Время. — 1999. — 27 июля.
- Храпов Я. «Его винты поют, как струны…» (к 100-летию со дня рождения) // Правда. — 1985. — 13 мая.
- Чернай О. Аэроплан Степана Гризодубова // Панорама. — 1992. — Сентябрь (№ 36). — С. 5.
- Чернова Н. Крилата родина (про музей-квартиру сім'ї Гризодубових) // Слобідський край. — 2004. — 11 вересня.
- Шевченко М. Кулибин, где твои крылья? (о Гризодубове и его увлечении фотографией) // Объектив-Но. — 2004. — 15 июля. — С. 12.
- Яницький Б. Жили, творили, щоб неба досягти // Слобідський край. — 2003. — 12 квітня.